# Mesotrichopteridium furcata
Mesotrichopteridium furcata is een fossiele soort schietmot uit de familie Prorhyacophilidae. De soort komt voor in het Palearctisch gebied.